# Prarolo
Prarolo (piemontiul: Prareu) település Olaszországban, Vercelli megyében. Lakosainak száma 712 fő (2023. január 1.). Prarolo Asigliano Vercellese, Palestro, Pezzana és Vercelli községekkel határos.

## Népesség
A település népességének változása:
| Lakosok száma | 710  | 733  | 712  |
|               | 2017 | 2018 | 2023 |